# Joop Kropff
Johan (Joop) Kropff ('s-Gravenhage, 22 mei 1892 – Delft, 5 september 1979) was een Nederlandse kunstschilder.

## Opleiding en werk
Kropff volgde avondlessen aan de Koninklijke Academie van Beeldende Kunsten in Den Haag. Hij maakte onderdeel uit van de Nieuwe Haagse School en was lid van de Pulchri Studio te Den Haag.
In 1932 kocht Koningin Wilhelmina werk van hem aan.

### Figuratieve periode
Tot circa 1950 schilderde Kropff voornamelijk stadsgezichten, stillevens, landschappen, figuurstukken en naakten in een naturalistische-impressionistische stijl.

### Abstracte periode
In de loop van de jaren 50 schakelde Kropff over op een abstracte schilderstijl.

## Privé
Hij werd geboren als zoon van Sophie van Duinen. Hij werd bij haar huwelijk met Hendrik Nicolaas Johan Kropff, in 1897, erkend.
- Biografisch Portaal: 60875104
- RKD-Nederlands Instituut voor Kunstgeschiedenis: 46583